# Белоцкая, Анастасия Сергеевна
Анастасия Сергеевна Белоцкая  (род. 28 февраля 1993) — российская модель.

## Жизнь и карьера
Начала модельную карьеру в 16 лет, когда фотограф, работавший для московского модельного агентства, встретив её в метро, предложил ей сняться в фотосессии.
После окончания школы в 2011 году Белоцкая путешествует в Европу, заключив контракт с агентством в Лондоне. После недолгого пребывания в Лондоне переезжает в Нью Йорк, где, после подписания контракта с агентством Wilhelmina Models, и набирает популярность.
В 2016 году снимается в клипе исполнителя The Weeknd “In the Night” вместе с Беллой Хадид.
Принимала участие в Нью Йоркской неделе моды для показов Кристиана Сириано,  Oscar de La Renta, Michael Costello, Lacoste, Leanne Marshall, Chloe. Также была запечатлена в работах художников Петера Беарда и Рафаэля Мазукко.
Белоцкая снималась для компаний Steve Madden, CoverGirl, Makeup Forever, Buxom, L'Oreal,Bare Minerals, Moroccanoil, NARS и Tommy Hilfiger, а также появлялась на обложках журналов  Harper's Bazaar, Maxim, FHM, Elle,  L'Officiel, Tatler, Тhe Dapifer и Creem .
Получила степень историка искусств в Колумбийском Университете В интервью различных изданий заявляла, что хочет посвятить себя искусству не только в качестве модели, но и куратора изобразительного искусства, арт критика и писателя.
В интервью для журнала Maxim рассказала, что в детстве не мечтала о модельной карьере, а хотела быть певицей, танцовщицей, актрисой или даже космонавтом.
В 2019 году создала компанию нижнего белья под названием Skaya Lingerie.

## Личная жизнь
Живёт в Нью Йорке с 2013 года. В 2022 году вышла замуж за Евгения Голанда, предпринимателя, американца русского происхождения. В январе стало известно, что пара ждет ребёнка. В интервью для Harper’s Bazaar модель говорила о том, что любит Россию и русскую культуру, и пытается всякими способами предотвратить разрыв с родиной. «У меня много русских подруг, я готовлю русскую еду и читаю русскую литературу» заявила модель.